# 초계 주씨
초계 주씨(草溪周氏)는 경상남도 합천군 초계면을 본관으로 하는 한국의 성씨이다.

## 역사
《초계주씨세보(草溪周氏世譜)》에 의하면 시조(始祖) 주황(周璜)은 주나라 왕손의 후예로서 당나라에서 한림학사(翰林學士)를 지내다가, 오계지란(五季之亂)이 일어나자 907년(효공왕 11년) 신라에 동래하여 초계에 정착하였다고 한다.

## 본관
초계(草溪)는 경상남도 합천군 초계면 일대의 지명이다. 본래 신라의 초팔혜현(草八兮縣)인데  757년(경덕왕 16) 때 팔계(八溪)로 고쳤다. 940년(고려 태조 23년) 초계로 지명을 고쳤고, 1334년(충숙왕 3)에는 초계현이 군으로 승격되었다. 《세종실록 지리지》에 경상도 상주목 초계군의 토성(土姓)으로 정(鄭)·주(周)·변(卞) 3성이 기록되어 있다. 1914년 합천군에 편입되어 초계면이 되었다.

## 과거 급제자
문과
- 주비(周備) : 고려 우왕 8년(1382년) 임술방(壬戌榜) 후방(後牓) 15위[2]

무과
- 주설(周渫) : 인조 15년(1637년) 별시(別試) 병과(丙科) 4195위
- 주봉핵(周鳳翮) : 정조 8년(1784년) 정시(庭試) 병과(丙科) 1523위
- 주몽휴(周夢休) : 정조 8년(1784년) 정시(庭試) 병과(丙科) 1598위

진사시
- 주세필(周世弼) : 중종 5년(1510년) 식년시 3등
- 주한(周漢) : 중종 26년(1531년) 식년시 2등
- 주문엽(周文燁) : 영조 11년(1735년) 증광시 3등
- 주채형(周采灐) : 철종 12년(1861년) 식년시 3등

역과
- 주계강(周繼康) : 선조 3년(1570년) 식년시 2등

## 집성촌
- 강원도 삼척군 원덕면 호산리
- 충청북도 옥천군 안남면 연주리
- 충청북도 옥천군 이원면 이원리
- 충청북도 증평군 증평읍 남하리
- 충청남도 금산군 제원면 일원
- 충청남도 천안시 동면 동산리
- 충청남도 청양군 대치면 이화리

## 문화재
- 옥천 독락정
- 초계주씨 주명흠묘소 하마석 및 문인석

## 인구
- 2000년 6,665명
- 2015년 8,713명

## 같이 보기
- 상주 주씨